# Single numer jeden w roku 2021 (USA)
Notowanie Hot 100 przedstawia najlepiej sprzedające się single w Stanach Zjednoczonych. Publikowane jest ono przez tygodnik „Billboard”, a dane kompletowane są przez Nielsen SoundScan w oparciu o cotygodniowe wyniki sprzedaży cyfrowej oraz fizycznej singli, a także częstotliwość emitowania piosenek na antenach stacji radiowych.
W 2021 dziewiętnaście singli różnych artystów osiągnęły szczyt amerykańskiego notowania Billboard, licząc utwory „All I Want for Christmas Is You” Mariah Carey i „Mood” 24kGoldna z gościnnym udziałem Ianna Diora, które już w pod koniec 2020 znalazły się na pierwszym miejscu listy.

## Historia notowania
| Data publikacji | Tytuł                             | Artysta                                        | Źródło |
| --------------- | --------------------------------- | ---------------------------------------------- | ------ |
| 2 stycznia      | „All I Want for Christmas Is You” | Mariah Carey                                   | [ 1 ]  |
| 9 stycznia      | „Mood”                            | 24kGoldn featuring Iann Dior                   | [ 2 ]  |
| 16 stycznia     | „Mood”                            | 24kGoldn featuring Iann Dior                   | [ 3 ]  |
| 23 stycznia     | „Drivers License”                 | Olivia Rodrigo                                 | [ 4 ]  |
| 30 stycznia     | „Drivers License”                 | Olivia Rodrigo                                 | [ 5 ]  |
| 6 lutego        | „Drivers License”                 | Olivia Rodrigo                                 | [ 6 ]  |
| 13 lutego       | „Drivers License”                 | Olivia Rodrigo                                 | [ 7 ]  |
| 20 lutego       | „Drivers License”                 | Olivia Rodrigo                                 | [ 8 ]  |
| 27 lutego       | „Drivers License”                 | Olivia Rodrigo                                 | [ 9 ]  |
| 6 marca         | „Drivers License”                 | Olivia Rodrigo                                 | [ 10 ] |
| 13 marca        | „Drivers License”                 | Olivia Rodrigo                                 | [ 11 ] |
| 20 marca        | „What’s Next”                     | Drake                                          | [ 12 ] |
| 27 marca        | „Up”                              | Cardi B                                        | [ 13 ] |
| 3 kwietnia      | „Peaches”                         | Justin Bieber featuring Daniel Caesar i Giveon | [ 14 ] |
| 10 kwietnia     | „Montero (Call Me by Your Name)”  | Lil Nas X                                      | [ 15 ] |
| 17 kwietnia     | „Leave the Door Open”             | Silk Sonic (Bruno Mars i Anderson .Paak)       | [ 16 ] |
| 24 kwietnia     | „Rapstar”                         | Polo G                                         | [ 17 ] |
| 1 maja          | „Rapstar”                         | Polo G                                         | [ 18 ] |
| 8 maja          | „Save Your Tears”                 | The Weeknd i Ariana Grande                     | [ 19 ] |
| 15 maja         | „Save Your Tears”                 | The Weeknd i Ariana Grande                     | [ 20 ] |
| 22 maja         | „Leave the Door Open”             | Silk Sonic (Bruno Mars i Anderson .Paak)       | [ 21 ] |
| 29 maja         | „Good 4 U”                        | Olivia Rodrigo                                 | [ 22 ] |
| 5 czerwca       | „Butter”                          | BTS                                            | [ 23 ] |
| 12 czerwca      | „Butter”                          | BTS                                            | [ 24 ] |
| 19 czerwca      | „Butter”                          | BTS                                            | [ 25 ] |
| 26 czerwca      | „Butter”                          | BTS                                            | [ 26 ] |
| 3 lipca         | „Butter”                          | BTS                                            | [ 27 ] |
| 10 lipca        | „Butter”                          | BTS                                            | [ 28 ] |
| 17 lipca        | „Butter”                          | BTS                                            | [ 29 ] |
| 24 lipca        | „Permission to Dance”             | BTS                                            | [ 30 ] |
| 31 lipca        | „Butter”                          | BTS                                            | [ 31 ] |
| 7 sierpnia      | „Butter”                          | BTS                                            | [ 32 ] |
| 14 sierpnia     | „Stay”                            | The Kid Laroi i Justin Bieber                  | [ 33 ] |
| 21 sierpnia     | „Stay”                            | The Kid Laroi i Justin Bieber                  | [ 34 ] |
| 28 sierpnia     | „Stay”                            | The Kid Laroi i Justin Bieber                  | [ 35 ] |
| 4 września      | „Stay”                            | The Kid Laroi i Justin Bieber                  | [ 36 ] |
| 11 września     | „Butter”                          | BTS                                            | [ 37 ] |
| 18 września     | „Way 2 Sexy”                      | Drake featuring Future i Young Thug            | [ 38 ] |
| 25 września     | „Stay”                            | The Kid Laroi i Justin Bieber                  | [ 39 ] |
| 2 października  | „Stay”                            | The Kid Laroi i Justin Bieber                  | [ 40 ] |
| 9 października  | „My Universe”                     | Coldplay i BTS                                 | [ 41 ] |
| 16 października | „Stay”                            | The Kid Laroi i Justin Bieber                  | [ 42 ] |
| 23 października | „Industry Baby”                   | Lil Nas X i Jack Harlow                        | [ 43 ] |
| 30 października | „Easy on Me”                      | Adele                                          | [ 44 ] |
| 6 listopada     | „Easy on Me”                      | Adele                                          | [ 45 ] |
| 13 listopada    | „Easy on Me”                      | Adele                                          | [ 46 ] |
| 20 listopada    | „Easy on Me”                      | Adele                                          | [ 47 ] |
| 27 listopada    | „All Too Well (Taylor’s Version)” | Taylor Swift                                   | [ 48 ] |
| 4 grudnia       | „Easy on Me”                      | Adele                                          | [ 49 ] |
| 11 grudnia      | „Easy on Me”                      | Adele                                          | [ 50 ] |
| 18 grudnia      | „Easy on Me”                      | Adele                                          | [ 51 ] |
| 25 grudnia      | „All I Want for Christmas Is You” | Mariah Carey                                   | [ 52 ] |